# Municipio de Mayhew Lake
El municipio de Mayhew Lake (en inglés: Mayhew Lake Township) es un municipio ubicado en el condado de Benton en el estado estadounidense de Minnesota. En el año 2010 tenía una población de 831 habitantes y una densidad poblacional de 8,68 personas por km².

## Geografía
El municipio de Mayhew Lake se encuentra ubicado en las coordenadas 45°41′40″N 94°4′42″O / 45.69444, -94.07833. Según la Oficina del Censo de los Estados Unidos, el municipio tiene una superficie total de 95.76 km², de la cual 95,13 km² corresponden a tierra firme y (0,66 %) 0,63 km² es agua.

## Demografía
Según el censo de 2010, había 831 personas residiendo en el municipio de Mayhew Lake. La densidad de población era de 8,68 hab./km². De los 831 habitantes, el municipio de Mayhew Lake estaba compuesto por el 99,52 % blancos, el 0,12 % eran amerindios y el 0,36 % eran de una mezcla de razas. Del total de la población el 0,12 % eran hispanos o latinos de cualquier raza.